# منشأة أبو عزيز
قرية منشأة أبو عزيز هي إحدى القرى التابعة لمركز بني مزار بمحافظة المنيا في جمهورية مصر العربية. حسب إحصاءات سنة 2006، بلغ إجمالي السكان في منشأة أبو عزيز 3011 نسمة، منهم 1518 رجلا و1493 امرأة.